# Mandelbulbo

Una imagen de un trazado de rayos del mandelbulbo en 3D para la iteraciónv ↦ v^{8} + c

El mandelbulbo (nombre original en inglés: mandelbulb) es un fractal tridimensional, construido por primera vez en 1997 por Jules Ruis y desarrollado en 2009 por Daniel White y Paul Nylander utilizando coordenadas esféricas.
No existe un conjunto de Mandelbrot tridimensional canónico, ya que no existe un análogo tridimensional del espacio bidimensional de los números complejos. En cambio, sí que es posible construir conjuntos de Mandelbrot en 4 dimensiones usando cuaterniones o números bicomplejos.
La fórmula de White y Nylander para la "nésima potencia" del vector {\displaystyle \mathbf {v} =\langle x,y,z\rangle } en ℝ3 es
{\displaystyle \mathbf {v} ^{n}:=r^{n}\langle \sin(n\theta )\cos(n\phi ),\sin(n\theta )\sin(n\phi ),\cos(n\theta )\rangle ,}
donde
{\displaystyle r={\sqrt {x^{2}+y^{2}+z^{2}}},}
{\displaystyle \phi =\arctan {\frac {y}{x}}=\arg(x+yi),}
{\displaystyle \theta =\arctan {\frac {\sqrt {x^{2}+y^{2}}}{z}}=\arccos {\frac {z}{r}}.}
El mandelbulbo se define entonces como el conjunto de aquellos {\displaystyle \mathbf {c} } en ℝ3 para los cuales la órbita de {\displaystyle \langle 0,0,0\rangle } bajo la iteración {\displaystyle \mathbf {v} \mapsto \mathbf {v} ^{n}+\mathbf {c} } está acotada. Para n > 3, el resultado es una estructura en forma de bulbo tridimensional con detalles de superficie fractal y una cantidad de "lóbulos" dependiendo de n. Muchas de sus representaciones gráficas usan n = 8. Sin embargo, las ecuaciones se pueden simplificar en polinomios racionales cuando n es impar. Por ejemplo, en el caso n = 3, la tercera potencia se puede simplificar en la forma más elegante:
{\displaystyle \langle x,y,z\rangle ^{3}=\left\langle {\frac {(3z^{2}-x^{2}-y^{2})x(x^{2}-3y^{2})}{x^{2}+y^{2}}},{\frac {(3z^{2}-x^{2}-y^{2})y(3x^{2}-y^{2})}{x^{2}+y^{2}}},z(z^{2}-3x^{2}-3y^{2})\right\rangle .}
El mandelbulbo dado por la fórmula anterior es en realidad uno de una familia de fractales dados por parámetros (p, q) dados por
{\displaystyle \mathbf {v} ^{n}:=r^{n}\langle \sin(p\theta )\cos(q\phi ),\sin(p\theta )\sin(q\phi ),\cos(p\theta )\rangle .}
Dado que p y q no necesariamente tienen que ser iguales a n para que se mantenga la identidad |vn| = |v|n, se pueden encontrar más fractales generales estableciendo que
{\displaystyle \mathbf {v} ^{n}:=r^{n}{\big \langle }\sin {\big (}f(\theta ,\phi ){\big )}\cos {\big (}g(\theta ,\phi ){\big )},\sin {\big (}f(\theta ,\phi ){\big )}\sin {\big (}g(\theta ,\phi ){\big )},\cos {\big (}f(\theta ,\phi ){\big )}{\big \rangle }}
para las funciones f y g.

## Fórmula cúbica

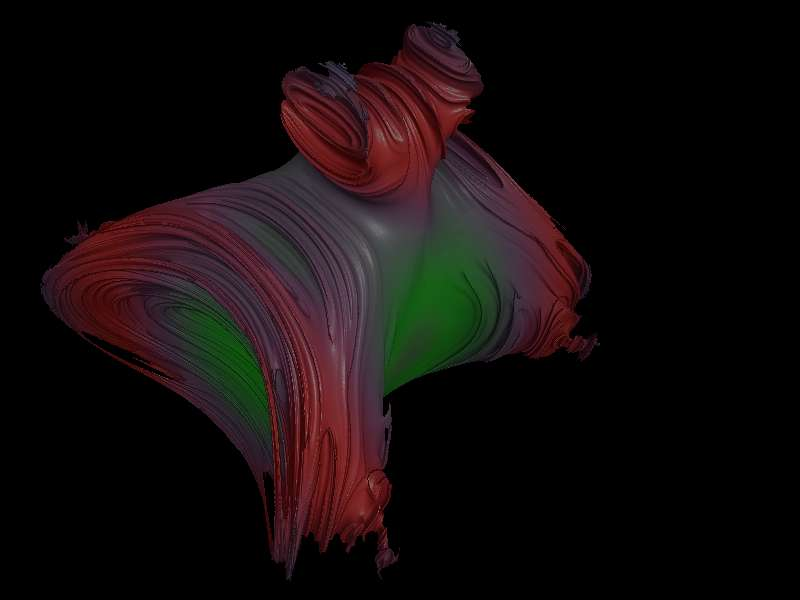
Fractal cúbico

Otras fórmulas provienen de identidades que parametrizan la suma de cuadrados para dar una potencia de la suma de cuadrados, como
{\displaystyle (x^{3}-3xy^{2}-3xz^{2})^{2}+(y^{3}-3yx^{2}+yz^{2})^{2}+(z^{3}-3zx^{2}+zy^{2})^{2}=(x^{2}+y^{2}+z^{2})^{3},}
que se puede considerar con la forma de cubo un triplete de números para que el módulo sea al cubo. Entonces esto da, por ejemplo,
{\displaystyle x\to x^{3}-3x(y^{2}+z^{2})+x_{0}}
{\displaystyle y\to -y^{3}+3yx^{2}-yz^{2}+y_{0}}
{\displaystyle z\to z^{3}-3zx^{2}+zy^{2}+z_{0}}
u otras permutaciones.
Esto se reduce al fractal complejo {\displaystyle w\to w^{3}+w_{0}} cuando z = 0 y {\displaystyle w\to {\overline {w}}^{3}+w_{0}} cuando y = 0.
Hay varias formas de combinar dos de estas transformaciones "cúbicas" para obtener una transformada de potencia 9, que tiene un poco más de estructura.

## Fórmula quíntica

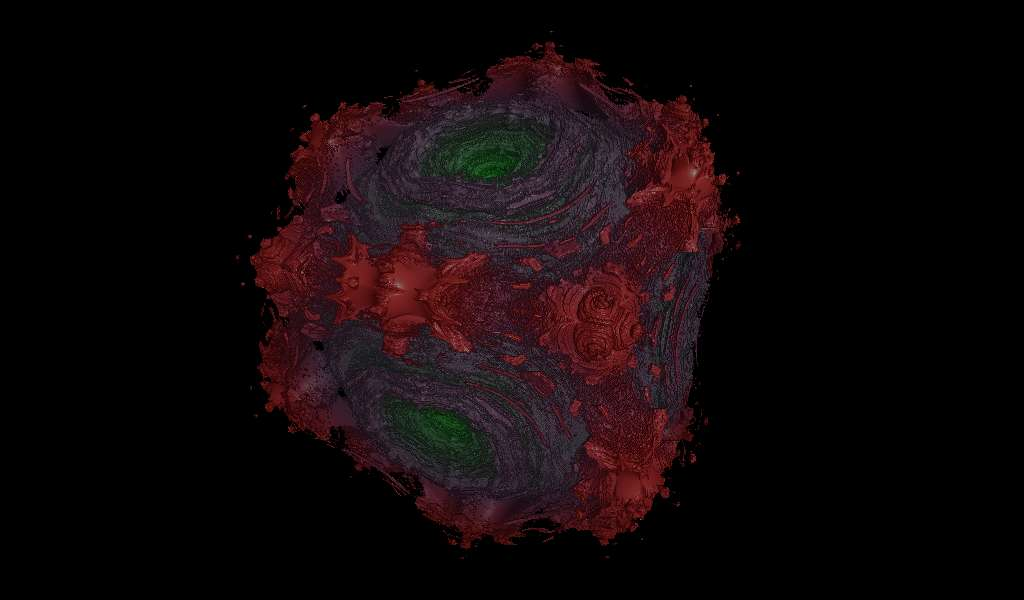
Mandelbulbo quíntico

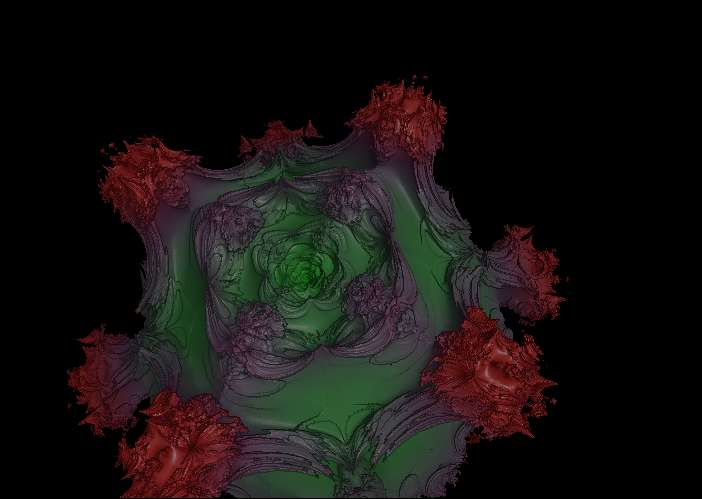
Mandelbulbo quíntico con C = 2

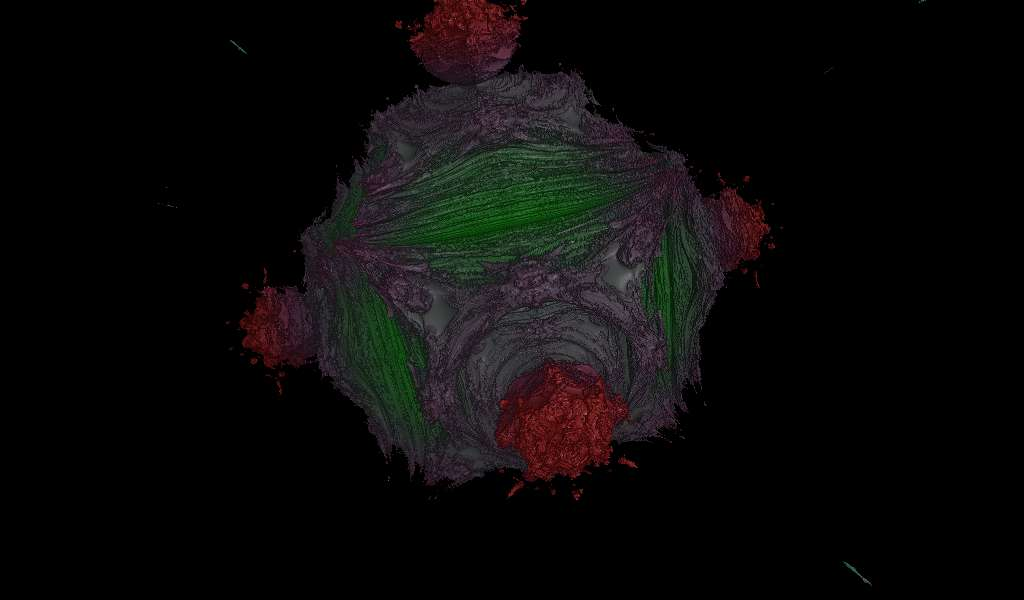
Fractal basado en z → −z^{5}

Otra forma de crear mandelbulbos con simetría cúbica es tomando la fórmula de iteración compleja {\displaystyle z\to z^{4m+1}+z_{0}} para algún número entero m y agregando términos para hacerlo simétrico en 3 dimensiones pero manteniendo las secciones transversales para que sean el mismo fractal bidimensional. El 4 proviene del hecho de que {\displaystyle i^{4}=1}. Por ejemplo, se puede tomar el caso de {\displaystyle z\to z^{5}+z_{0}}. En dos dimensiones, donde {\displaystyle z=x+iy}, esto es
{\displaystyle x\to x^{5}-10x^{3}y^{2}+5xy^{4}+x_{0},}
{\displaystyle y\to y^{5}-10y^{3}x^{2}+5yx^{4}+y_{0}.}
Esto puede ampliarse luego a tres dimensiones para dar
{\displaystyle x\to x^{5}-10x^{3}(y^{2}+Ayz+z^{2})+5x(y^{4}+By^{3}z+Cy^{2}z^{2}+Byz^{3}+z^{4})+Dx^{2}yz(y+z)+x_{0},}
{\displaystyle y\to y^{5}-10y^{3}(z^{2}+Axz+x^{2})+5y(z^{4}+Bz^{3}x+Cz^{2}x^{2}+Bzx^{3}+x^{4})+Dy^{2}zx(z+x)+y_{0},}
{\displaystyle z\to z^{5}-10z^{3}(x^{2}+Axy+y^{2})+5z(x^{4}+Bx^{3}y+Cx^{2}y^{2}+Bxy^{3}+y^{4})+Dz^{2}xy(x+y)+z_{0}}
para constantes arbitrarias A, B, C y D, que dan diferentes mandelbulbos (generalmente establecidos en 0). El caso {\displaystyle z\to z^{9}} da un mandelbulbo muy similar al primer ejemplo, donde n = 9. Se obtiene un resultado con un aspecto más curioso para la quinta potencia basándose en la fórmula {\displaystyle z\to -z^{5}+z_{0}}.

## Fórmula de la novena potencia

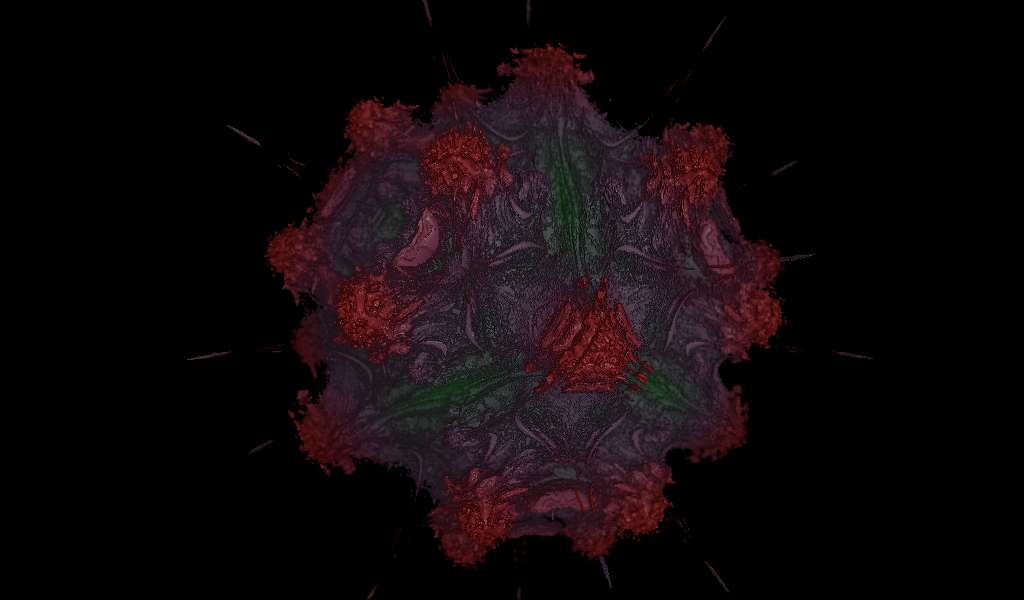
Fractal con z^{9} y secciones de Mandelbrot

Este fractal tiene secciones transversales del fractal de Mandelbrot potencia-9. Posee 32 bulbos pequeños que brotan de la esfera principal. Está definido por, por ejemplo,
{\displaystyle x\to x^{9}-36x^{7}(y^{2}+z^{2})+126x^{5}(y^{2}+z^{2})^{2}-84x^{3}(y^{2}+z^{2})^{3}+9x(y^{2}+z^{2})^{4}+x_{0},}
{\displaystyle y\to y^{9}-36y^{7}(z^{2}+x^{2})+126y^{5}(z^{2}+x^{2})^{2}-84y^{3}(z^{2}+x^{2})^{3}+9y(z^{2}+x^{2})^{4}+y_{0},}
{\displaystyle z\to z^{9}-36z^{7}(x^{2}+y^{2})+126z^{5}(x^{2}+y^{2})^{2}-84z^{3}(x^{2}+y^{2})^{3}+9z(x^{2}+y^{2})^{4}+z_{0}.}
Esta fórmula se puede escribir de forma más breve como:
{\displaystyle x\to {\frac {1}{2}}\left(x+i{\sqrt {y^{2}+z^{2}}}\right)^{9}+{\frac {1}{2}}\left(x-i{\sqrt {y^{2}+z^{2}}}\right)^{9}+x_{0}}
y de forma equivalente para las otras coordenadas.

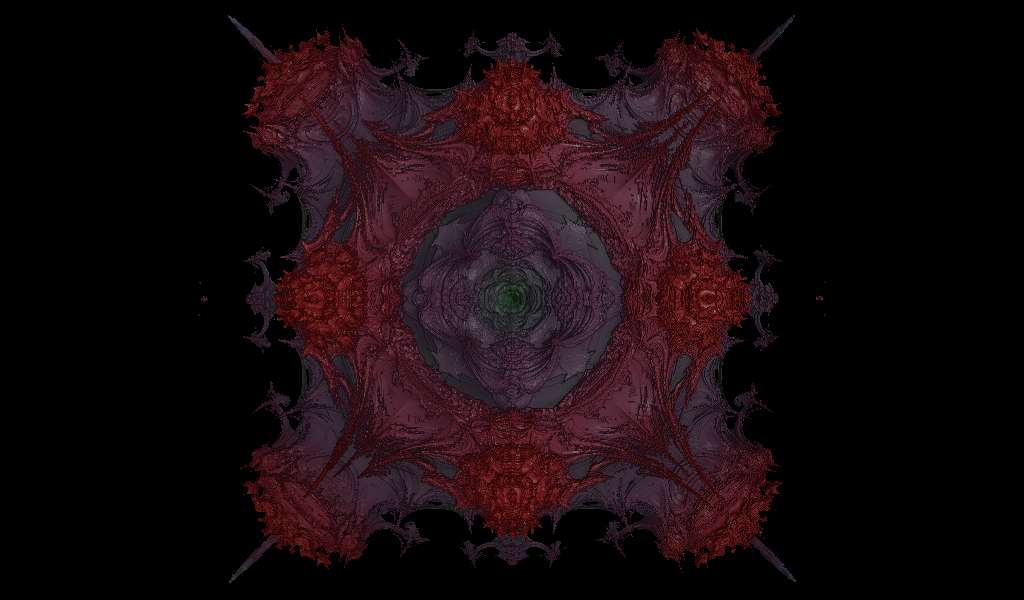
Detalle de un fractal generado con la novena potencia

## Fórmula esférica
Una fórmula esférica perfecta se puede definir mediante
{\displaystyle (x,y,z)\to {\big (}f(x,y,z)+x_{0},g(x,y,z)+y_{0},h(x,y,z)+z_{0}{\big )},}
donde
{\displaystyle (x^{2}+y^{2}+z^{2})^{n}=f(x,y,z)^{2}+g(x,y,z)^{2}+h(x,y,z)^{2},}
donde a su vez f, g y h son trinomios racionales de la nésima potencia y n es un número entero. El fractal cúbico de arriba es un ejemplo.

## Uso en los medios
- En la película animada por computadora de 2014 Big Hero 6, el clímax tiene lugar en medio de un agujero de gusano, que está representado por el interior estilizado de un mandelbulbo.[2][3]
- En 2018, la película de terror y ciencia ficción Aniquilación, muestra un ser extraterrestre con forma de un mandelbulbo parcial.[4]
- En el webcómic "Unsounded" (Sin censura), el reino espiritual del kerht está representado por un mandelbulbo dorado estilizado.